# Kompaktní konvergence
V matematice se kompaktní konvergencí neboli stejnoměrnou konvergencí na kompaktních množinách rozumí určité zobecnění myšlenky stejnoměrné konvergence.

## Definice
Nechť {\displaystyle (X,{\mathcal {T}})} je topologický prostor a {\displaystyle (Y,d_{Y})} je metrický prostor. O posloupnosti funkcí
{\displaystyle f_{n}:X\to Y}, {\displaystyle n\in \mathbb {N} ,}
se říká, že kompaktně konverguje k nějaké funkci {\displaystyle f:X\to Y} pro {\displaystyle n\to \infty }, pokud pro každou kompaktní množinu {\displaystyle K\subseteq X}
{\displaystyle (f_{n})|_{K}\to f|_{K}}
konverguje stejnoměrně na {\displaystyle K} pro {\displaystyle n\to \infty }. To znamená, že pro všechny kompaktní {\displaystyle K\subseteq X} platí
{\displaystyle \lim _{n\to \infty }\sup _{x\in K}d_{Y}\left(f_{n}(x),f(x)\right)=0.}